# Studánka V Rokli
Studánka V Rokli je volně přístupný zdroj vody v Karlových Varech v  katastrálním území Tuhnice v regionu Slavkovský les, Tepelská vrchovina.

## Historie
Kdysi vydatný zdroj vody s názvem „Napajedla“ sloužil bývalému statku v Tuhnicích, napájel se zde dobytek.
Později byl pramen začleněn do sítě lesních vodovodů. Po napojení města na centrální zdroj vodního díla Stanovice voda z bývalých okolních vodojemů volně vytéká.

## Popis

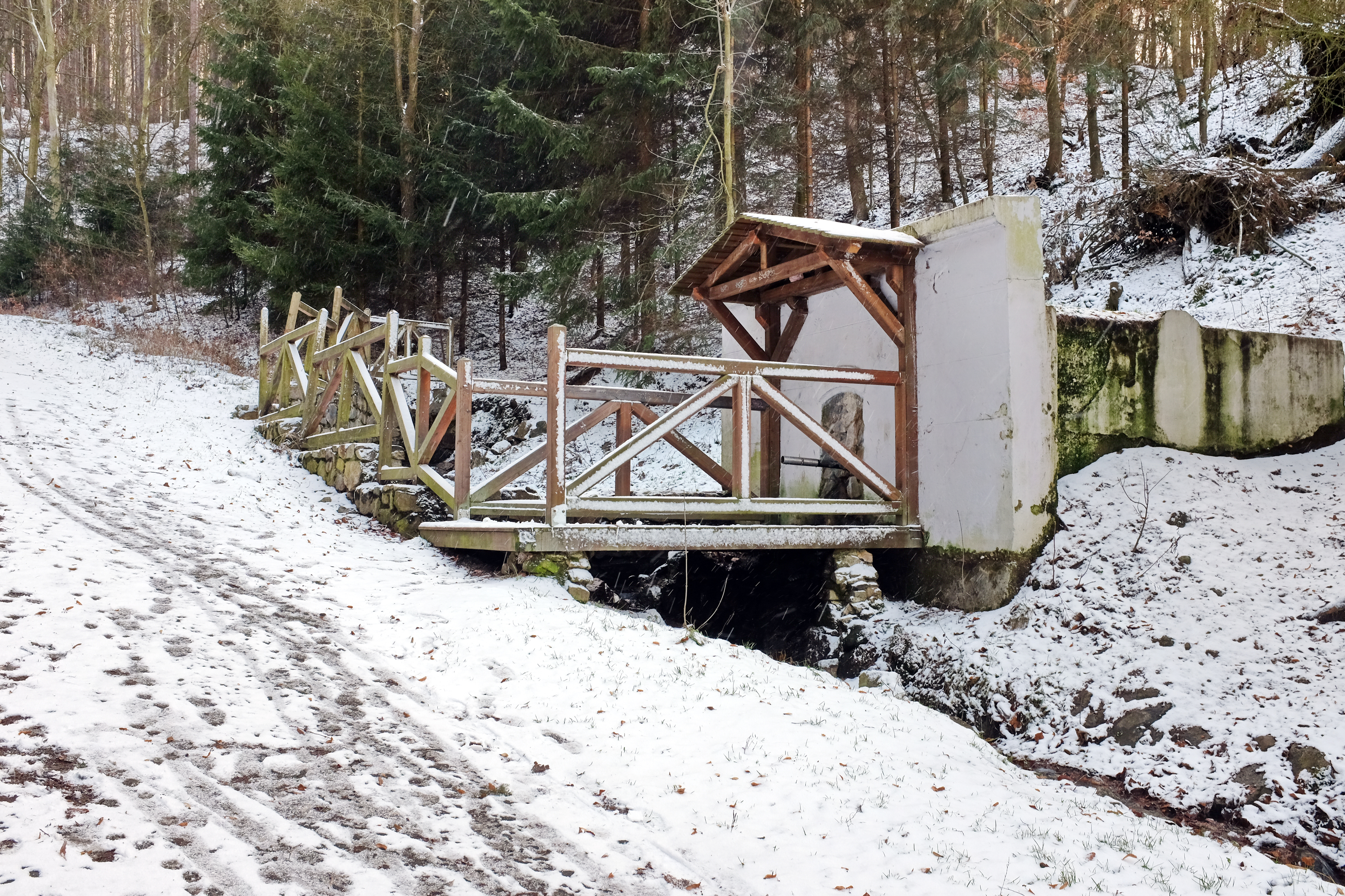
Studánka v zimě 2019

Studánka V Rokli se nachází v nadmořské výšce 400 metrů v karlovarských lázeňských lesích u strmé cesty stejného jména, která spojuje městskou čtvrť Tuhnice s lesní Rohanovou cestou.
Voda je volně dostupná, některými místními obyvateli je konzumována jako pitná, zdroj ovšem není ochráněn proti znečištění. Oficiálně je charakterizována jako voda užitková. Kdykoliv může být náhodně kontaminována, proto není k pití doporučována.
O stav studánky pečuje příspěvková organizace Lázeňské lesy Karlovy Vary.